# Gille Críst, 3. Earl of Mar
Gille Críst, 3. Earl of Mar (anglisiert auch Gilchrist, † zwischen 1203 und 1211), war ein schottischer Adliger.

## Leben
Die Herkunft von Gille Críst ist unbekannt. Sein Name taucht erstmals im Zusammenhang mit dem Titel des Earl of Mar 1169 nach Vorwürfen der Illegitimität gegenüber seinem Vorgänger Morggán, 2. Earl of Mar auf. König Wilhelm der Löwe bestätigte jedoch mit einer Urkunde aus dem Jahr 1171 die Rechtmäßigkeit der Titelvergabe an Morggán. Nach dem Tod von Morggán wurden dessen Söhne bei der Vergabe des Titels Earl of Mar übergangen, möglicherweise blieb Mar eine Zeitlang unter der Verwaltung des Königs. Vor 1183 wurde dann Gille Críst zum Earl erhoben. Bis 1199 wird er in verschiedenen Urkunden als Zeuge oder als Stifter genannt. In dieser Zeit unterstützte er den Bau des Hospitals von St. Peter sowie den Bau der Kirchen in Alford, Ruthven und Invernochty. Das Recht auf das Patronat der Kirche von Aberchirder (heute Marnoch) wurde ihm nach einem Disput zwischen König Wilhelm und Bischof Brice Douglas von Moray jedoch aberkannt. Im Gegenzug erhielt er aber zwischen 1203 und 1207 alle Rechte an der Abtei von Arbroath. Vor 1181 machte er eine Schenkung von zwei Shilling zugunsten der päpstlichen Kurie, die er womöglich anstelle des in Schottland unüblichen Peterspfennigs tätigte. Er begann mit der Umwandlung der Niederlassung der Culdeer in Monymusk in ein Augustinerpriorat. Entweder er oder sein Vorgänger Morggán begann mit dem Bau des Doune of Invernochty zum Hauptsitz der Earls of Mar.

## Nachkommen und Nachfolge
Gille Críst war mit Orabile, Tochter des Nes, Sohn des William of Leuchars, verheiratet. Er hatte mindestens vier Söhne, die ihn vermutlich alle nicht überlebten, und eine Tochter. Gille Críst wird letztmals zwischen 1203 und 1211 erwähnt, als er seiner Tochter nach ihrer Heirat mit Malcolm of Lundie Land als Mitgift gab. Nach seinem Tod beanspruchte sein Enkel Thomas of Lundie vergeblich den Titel Earl of Mar, der dann nach 1222 an Duncan, einem Sohn seines Vorgängers Morggán vergeben wurde. Noch in den 1250er Jahren beanspruchte Alan Durward, der Sohn und Erbe von Thomas of Lundie, als Nachfahre von Gille Críst vergeblich den Titel Earl of Mar.